# 佐竹秀雄
佐竹 秀雄（さたけ ひでお、1947年12月16日 - ）は、日本の国語学者。武庫川女子大学文学部名誉教授、同言語文化研究所所長。

## 経歴
大阪府大東市生まれ。1972年京都府立大学文家政学部文学科卒、1974年大阪大学大学院文学研究科修士課程修了。1975年国立国語研究所研究員、1984年主任研究官、1988年室長、1989年武庫川女子大学文学部助教授、1995年教授、言語文化研究所長。
専門は、現代語の表記論、文章論、言語行動論。その他、日本広報協会広報アドバイザー、日本話しことば協会理事、日本語文章能力検定協会顧問。横書きの国語辞典「デイリーコンサイス国語辞典」や、五十音順の漢字字典「デイリーコンサイス漢字辞典」といった、従来の辞典編纂者や版元が手を出さなかった大胆な手法の辞書を手がけた。

## 著書
- 『サタケさんの日本語教室』2000年 角川ソフィア文庫
- 『文章を書く技術 日本語を知る・磨く』ベレ出版 2006
- 『日本語教室Q&A』角川文庫　2008

## 共編著
- 『新文章工学』樺島忠夫共著 1978年 三省堂選書
- 『図説日本語 -グラフで見ることばの姿』宮島達夫,江川清,真田信治,野村雅昭,中野洋共編 1982年 角川書店
- 『文字・表記と語構成』（朝倉日本語新講座）水谷静夫,石井正彦,田嶋一夫,野村雅昭,樺島忠夫共著 1987年 朝倉書店
- 『言語生活の目 書きことばメモ帳1951-1988』編 筑摩書房 1989
- 『故事俗信ことわざ大辞典』武田勝昭,伊藤高雄共編 北村孝一監修 小学館 1982
- 『デイリーコンサイス国語辞典』三省堂編修所共編 三省堂 1991
- 『日本語チェック2000辞典』樺島忠夫,内田満,植垣節也共編 1992年 京都書房
- 『デイリーコンサイス漢字辞典』桜井隆,杉戸清樹, 三省堂編修所共編 1995年 三省堂
- 『福武国語辞典』樺島忠夫,曽田文雄,植垣節也共編 1997年 ベネッセコーポレーション
- 「文脈理解 コンテクスト 現代文単語650」近藤衛共著 1999年 京都書房
- 『基礎からの国語表現の実践 教授資料 改訂版』樺島忠夫共著 京都書房 2003(第8刷)
- 『敬語の教科書 日本語を知る・磨く』西尾玲見共著 ベレ出版 2005
- 『ことばの表記の教科書 日本語を知る・磨く』佐竹久仁子共著 ベレ出版 2005
- 「日本語を知る・磨く 文章を書く技術―伝わる文章を書きたい!客観的な文章や論理的な文章はどう書くか」共著 2006年 ベレ出版
- 『メディアとことば 4』三宅和子,竹野谷みゆき共編 ひつじ書房 2009

## 論文
- 「昭和軽薄体と新言文一致体」 『武庫川女子大学言語文化研究所年報』第4号、武庫川女子大学、1993年3月1日、pp.1-14 - 「新言文一致体」とは佐竹秀雄の命名の1977年-1978年ごろから顕著になった若者たちの新文体。